# Jimmy Ellis (Sänger)

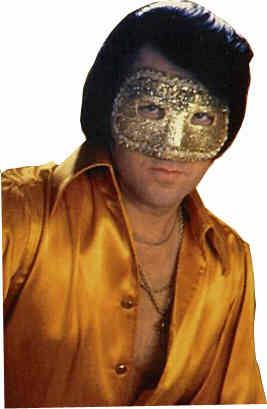
Jimmy Ellis, alias Orion

Jimmy Ellis (* 26. Februar 1945 in Pascagoula, Mississippi; † 12. Dezember 1998 bei Selma, Alabama), besser bekannt unter dem Pseudonym Orion, war ein US-amerikanischer Sänger, dessen Stimme eine große Ähnlichkeit zu der von Elvis Presley aufwies.

## Karriere
Jimmy Ellis begann seine musikalische Laufbahn 1964. Doch der Durchbruch sollte erst 1972 gelingen, als ein Demo-Band von ihm im Büro von Shelby Singleton landete, der zu jener Zeit das Sun-Records-Studio betrieb.
Aufgrund der Stimmenähnlichkeit, die Ellis mit Elvis Presley hatte, bat Singleton den Sänger, die frühen Elvis-Titel That's Alright Mama und Blue Moon of Kentucky möglichst originalgetreu nachzusingen. Die brachte Singleton dann ohne Nennung des Interpreten als Single mit einem Sun-Records-Label auf den Markt. So kursierte das Gerücht, er habe ein altes, bisher unveröffentlichtes, Elvis-Band ausgegraben und nun der Öffentlichkeit ohne Namensnennung zugänglich gemacht, weil die Rechte an sämtlichen Elvis-Aufnahmen im Besitz der RCA Records waren. Als die Verantwortlichen der RCA die nun veröffentlichten Aufnahmen hörten, wollten sie Singleton wegen Vertragsverstoßes verklagen. Sie schenkten seinen Beteuerungen, dass es sich hierbei nicht um Elvis-Aufnahmen handelt, keinen Glauben und engagierten sogar einen Stimmexperten, der die Sache schließlich aufklärte.
Ein paar Jahre später setzte Singleton zum nächsten Coup an. Er ließ Ellis einige Aufnahmen machen, die zu alten Bändern passten, die er noch von Jerry Lee Lewis hatte und mischte sie zusammen. Heraus kam die LP Duets – Jerry Lee Lewis and Friends. Wieder unterließ er es, den Co-Interpreten von Jerry Lee zu nennen und erneut fiel eine Reihe von Leuten auf den Bluff herein.
Auch der Künstlername Orion und die vom Künstler ständig getragene Maske bei Live-Auftritten und auf Plattenhüllen sind auf Ideen von Shelby Singleton zurückzuführen. Zu jener Zeit gab es ein noch unveröffentlichtes Buch der Autorin Gail Brewer-Giorgio mit dem Namen Orion: The Living Superstar of Song. In diesem wird das Leben eines fiktiven Rock-’n’-Roll-Superstars namens Orion Eckley Darnell geschildert, der sich in dem goldenen Käfig, in dem er durch seinen Ruhm gefangen ist, unwohl fühlt und daher seinen eigenen Tod inszeniert, um zukünftig ein normales Leben führen zu können. Natürlich scheint die Handlung des Buches Elvis Presley auf den Leib geschrieben zu sein und Singletons Absicht war es, hierauf aufzubauen. Mit der Wahl des Namens Orion und der Elvis-ähnlichen Stimme seines Sängers hoffte er, der Verschwörungstheorie, wonach Elvis seinen Tod nur inszeniert habe, um abseits des Rummels ein normales Leben zu führen, Nahrung zu geben (und entsprechenden Umsatz zu erzielen!). Viele Elvis-Fans, die den Tod ihres Idols nicht wahrhaben wollten, schenkten dieser Inszenierung tatsächlich Glauben; und sei es nur, um sich an den letzten Strohhalm zu klammern, der ihr Idol vermeintlich weiterleben ließ.
Waren sich auch die Stimmen der beiden Entertainer verblüffend ähnlich, so bestand eine solche Ähnlichkeit keinesfalls hinsichtlich ihres Aussehens. Um die Legendenbildung also voranzutreiben, ließ Singleton seinen Schützling in der Öffentlichkeit nur mit einer Maske auftreten. Die perfekte Inszenierung für das nun folgende "Täuschungsmanöver" war die erste Platte, die Sun Records unter dem Namen Orion publizierte. Sie trug den Namen Reborn (Wiedergeboren) und zeigte die Zeichnung eines maskierten Sängers über einem offenen Sarg, in dem derselbe Mann (ebenfalls mit einer Maske) lag. Diese Platte enthielt nur Lieder, die Elvis nie aufgenommen hatte, aber zu seinem Stil passten, so dass man denken konnte, der King of Rock'n'Roll selbst hätte sie aufgenommen haben können. Es dauerte tatsächlich nicht lange, bis Gerüchte kursierten, wonach Elvis seinen Tod vorgetäuscht habe und nun unter dem Pseudonym Orion singen würde.
Die ganze Geschichte neigte sich dem Ende zu, als Jimmy Ellis wieder er selbst sein wollte. Er bat Singleton, fortan unter seinem echten Namen und ohne Maske auftreten zu dürfen, was dieser mit Hinblick auf das wirtschaftliche Risiko ablehnte. In der Silvesternacht des Jahres 1981 befreite Ellis sich von dem ganzen „Schwindel“, als er während einer Vorstellung die Maske abriss und auf die Bühne schleuderte. Nun konnte jeder zweifelsfrei erkennen, dass der Mann auf der Bühne keinesfalls Elvis Presley war (woran für viele Elvis-Fans, die sich nicht hinters Licht führen ließen, allerdings auch vorher nie ein Zweifel bestanden hatte).
Nach diesem Ereignis trennten sich die Wege von Jimmy Ellis alias Orion und Shelby Singleton. Nur noch sporadisch auf der Bühne auftretend, zog Ellis sich zunehmend auf die in der Nähe von Selma in Alabama gelegene Farm zurück, die er von seinen Eltern geerbt hatte. Weil die Farm sich an einem Highway befand, eröffnete er hier auch ein Geschäft. In der Nacht des 12. Dezember 1998 befand er sich gerade hinter der Ladentheke, als ein Raubmörder den Laden betrat und ihn sowie seine Lebensgefährtin erschoss. Eine weitere im Verkaufsraum anwesende Verkäuferin überlebte die Schusswunde.

## Diskografie

### Alben
als Jimmy Ellis
- Ellis Sings Elvis
- Jimmy Ellis; At Playground Recording Studio
- James Ellis: Because He Lives
- James Ellis: Genuine
- James Ellis: Special Moments
- James Ellis: The Legend Continues

als Orion
- 1978: Orion: Reborn
- 1979: Orion: Sunrise
- 1980: Orion: Country
- 1980: Orion: Rockabilly
- 1982: Orion: Fresh
- 1989: Orion: The Final Performance
- 1991: Orion: Some Think He Might Be King Elvis

### Singles
| Jahr | Titel Album                    | Höchstplatzierung, Gesamtwochen, AuszeichnungChartsChartplatzierungen (Jahr, Titel, Album, Platzierungen, Wochen, Auszeichnungen, Anmerkungen) | Anmerkungen |
| Jahr | Titel Album                    | Country | Anmerkungen |
| ---- | ------------------------------ | --- | ----------- |
| 1979 | Ebony Eyes                     | Country89 (6 Wo.)Country |             |
| 1980 | A Stranger in My Place         | Country69 (5 Wo.)Country |             |
| 1980 | Texas Tea                      | Country68 (6 Wo.)Country |             |
| 1980 | Am I That Easy to Forget       | Country65 (9 Wo.)Country |             |
| 1981 | Rockabilly Rebel               | Country63 (6 Wo.)Country |             |
| 1981 | Crazy Little Thing Called Love | Country79 (4 Wo.)Country |             |
| 1981 | Born                           | Country76 (5 Wo.)Country |             |
| 1981 | Some You Win, Some You Lose    | Country83 (4 Wo.)Country |             |
| 1982 | Morning, Noon and Night        | Country69 (1 Wo.)Country |             |
| 1982 | Honky Tonk Heaven              | Country70 (4 Wo.)Country |             |

## Belege
1. ↑  Die Angabe des Geburtsdatums ist der englischsprachigen Wikipedia entnommen. Sie fehlt in anderen Quellen, wie zum Beispiel auf der offiziellen Homepage (siehe oben) und ist daher nicht einwandfrei nachvollziehbar.
2. ↑  caselaw.findlaw.com aufgerufen am 1. Januar 2023
3. ↑  Chartquellen: US

| Personendaten    | Personendaten            |
| ---------------- | ------------------------ |
| NAME             | Ellis, Jimmy             |
| ALTERNATIVNAMEN  | Orion (Pseudonym)        |
| KURZBESCHREIBUNG | US-amerikanischer Sänger |
| GEBURTSDATUM     | 26. Februar 1945         |
| GEBURTSORT       | Pascagoula, Mississippi  |
| STERBEDATUM      | 12. Dezember 1998        |
| STERBEORT        | Selma, Alabama           |